# Séisme de 1931 de Hawke's Bay
Le séisme de Hawke's Bay de 1931, aussi appelé tremblement de terre de Napier, a lieu en Nouvelle-Zélande le 3 février 1931 à partir de 10 h 47.

## Développement du séisme
D'une magnitude de 7,8, il dure deux minutes trente et est ressenti dans toute la moitié sud de l'île du Nord, notamment dans la région située sur la grande baie semi-circulaire qui s'étend sur 100 km du nord-est au sud-ouest, de la Péninsule de Māhia au cap Kidnappers.
Les répliques se poursuivent jusqu'au 16 février.

## Conséquences
Le séisme dévaste la région de Hawke's Bay et tue 256 personnes, ce qui en fait le tremblement de terre le plus meurtrier de l'histoire de la Nouvelle-Zélande. Après le tremblement de terre, le centre-ville de Napier est en partie rasé, puis reconstruit dans un style art déco, contribuant ainsi à en faire l'une des villes les plus visitées de Nouvelle-Zélande.